# Mathias Skeibrok

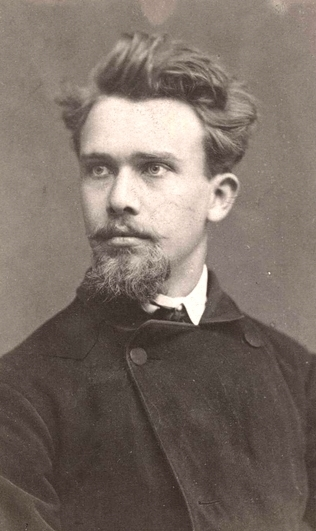
Mathias Skeibrok

Mathias Severin Berntsen Skeibrok (* 1. Dezember 1851 in Lista; † 22. März 1896 in Oslo) war ein norwegischer Bildhauer.

## Leben
Mathias Skeibrok wurde als zweites Kind seiner Eltern Bernt Severin Meier Mathiassen Skeibrok und Martine Abrahamsdatter geboren und unter landwirtschaftlich- bzw. fischereigeprägten Bedingungen auf. Er vermählte sich in erster Ehe mit Inger Marie Nordbye (1862–1886), woraus die Tochter Borghild Marie Skeibrok (* 1886) hervorging. Seine zweite Ehe schloss er 1892 mit Charlotte Andrea Øvre (* 1862).
Im Alter von 16 Jahren begann Skeibrok Holzschnitzarbeiten zu fertigen, was jedoch nicht zum Broterwerb diente, sondern mehr eine Freizeitbeschäftigung war. Er begab sich 1871 nach Oslo und nahm sich ein Zimmer beim Holzschnitzer Jean Edmond de Conick. Bis 1873 besuchte er die Schule des Bildhauers Julius Middelthun. Aus dieser Zeit stammen seine  Porträtbüsten des Zoologen Michael Sars und die des nachmaligen norwegischen Ministerpräsidenten Johan Sverdrup. Letztere konnte er 1874 in Marmor als eine seiner ersten Auftragsarbeiten verkaufen. Daraufhin begab er sich nach Kopenhagen und kam mit Jens Adolf Jerichau zusammen. Durch Büsten von Edvard Grieg und Magnus Eriksson, die er auf der sogenannten „Charlotten Ausstellung“ zeigen konnte, zog Skeibrok öffentliche Aufmerksamkeit auf sich und erhielt ein Stipendium, um nach Paris reisen zu können. Hier fertigte er 1876 seine erste große Skulptur – „Ragnar Lodbrok in Schlangengrube“. Eine überlebensgroße Nachbildung dieser Arbeit wurde auf der Weltausstellung in Paris 1878 gezeigt.
Unter dem Einfluss der französischen Bildhauer Jean-Baptiste Carpeaux, Louis-Ernest Barrie und Paul Dubois entwickelte Skeibrok hin seinen Stil hin zum Realismus. Es entstanden einige Werke, die Skizzen aus dem Alltagsleben abbilden, sowie zwei Sammlungen von Märchen und Geschichten. Beide Bände wurden 1891 bis 1894 von Theodor Kittelsen Illustriert und erzielten große Popularität. 1895 wurde Skeibrok Ritter der 1. Klasse des Sankt-Olav-Orden.